# 李天祐
李 天祐（イ・チョヌ、り てんゆう、이천우、? - 1417年）は、李氏朝鮮の開国原従功臣。父親は李氏朝鮮の建国者・李成桂の異母兄・李元桂。

## 人物
弓術、馬術を得意とし、容貌が良かった。1369年、東寧府に務めていたが、李成桂の指揮のもと倭寇討伐に功を奏し、1393年8月、開国原從功臣に封ぜられた。1394年、商議中樞院事となり、1396年に江原道助戦節制使。1398年、定社功臣、完山侯に封される。その後、知三軍府事、佐命功臣、判司平府事、判義勇巡禁司事、完山府院君を歴任した。